# Lamoria adaptella
Lamoria adaptella is een vlinder uit de familie snuitmotten (Pyralidae). De wetenschappelijke naam van deze soort is, als Pempelia adaptella, voor het eerst geldig gepubliceerd in 1863 door Francis Walker.
De soort komt voor in tropisch Afrika; de typelocatie is Sri Lanka.